# Rijkshervorming

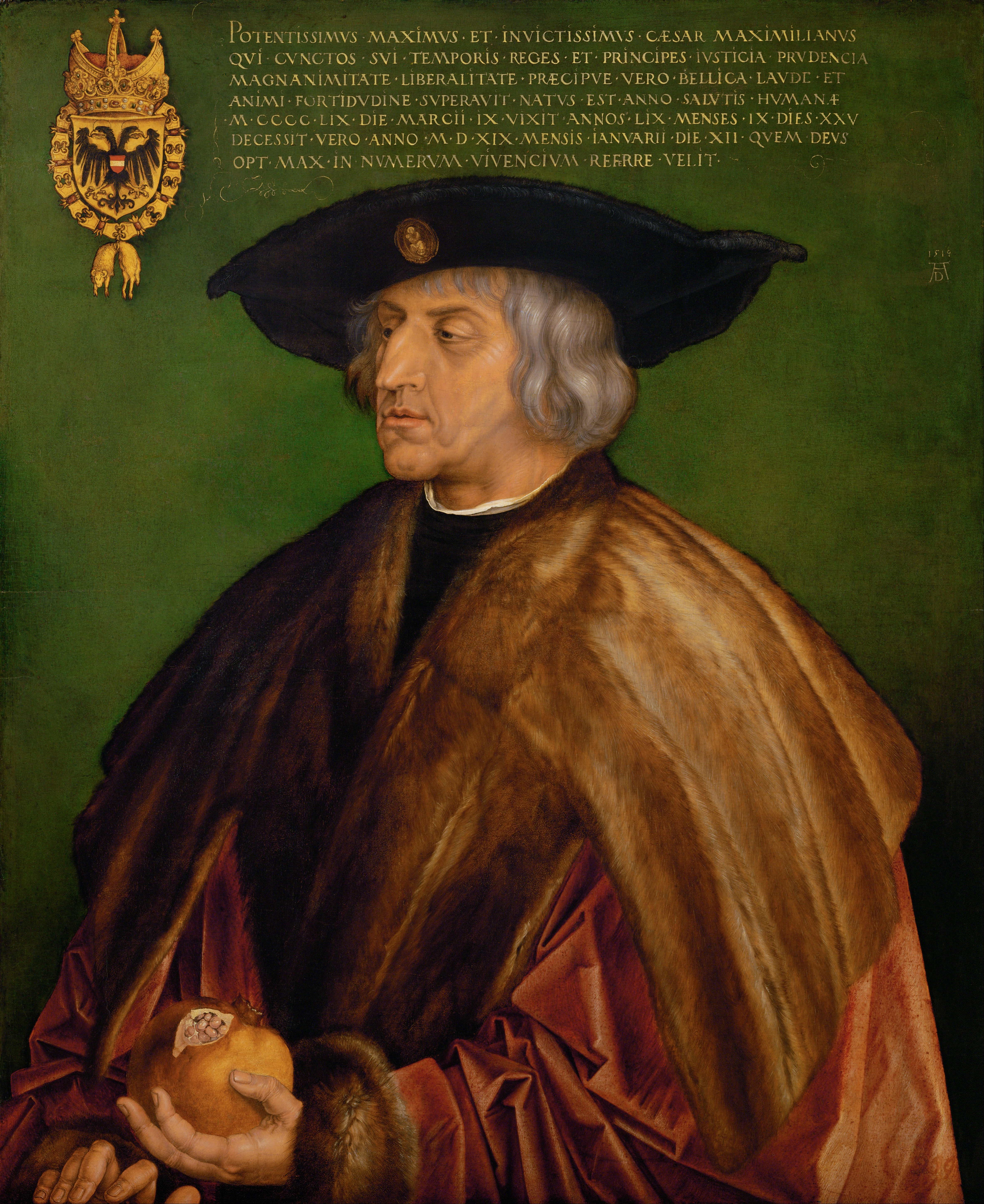
Keizer Maximiliaan I, een van de initiatoren van de Rijkshervorming

De Rijkshervorming (Duits: Reichsreform) was een poging van de Rijksdag in Worms in 1495 om het uiteenvallende Heilige Roomse Rijk een nieuwe structuur te geven.
Hoewel deze hervorming als een succes gezien kan worden, geloven hedendaagse specialisten dat de hervorming nooit bedoeld was om een echt, modern rijk te vormen. Het zou meer bedoeld zijn om de macht binnen het rijk op bepaalde vlakken te centraliseren, en op andere vlakken tussen de deelstaten te verspreiden.
De hervorming leidde tot de volgende veranderingen:
- de Eeuwige Landvrede (Ewiger Landfriede), die ervoor zorgde dat het Rijk zelf als enige over lokale vetes kon oordelen.
- het Rijkskamergerecht (Reichskammergericht) werd opgericht als een hoogste rechtbank. Dit was mogelijk een van de meest ingrijpende, maar zeker de meest duurzame veranderingen van de Rijkshervorming.
- de oprichting van zes (vanaf 1512 tien) rijkskreitsen (Reichskreise), wat zorgde voor een uniforme regering van het rijk op het vlak van belastingen.
- een Rijksregiment (Reichsregiment) werd opgericht, om de onthande Rijksdag, die toch nooit veel invloed verkregen had, te vervangen. Het Rijksregiment was echter slechts van 1500 tot 1502 en van 1521 tot 1531 actief.

De hervorming was min of meer afgewerkt in 1555.